# La lista final
 La lista final  es el noveno capítulo de la serie dramática El ala oeste de la Casa Blanca.

## Argumento
Cuando un juez del tribunal supremo se retira, el equipo del presidente Bartlet ve una oportunidad de oro para nominar a un candidato adecuado a su perfil liberal. En principio elige al juez Harrison para ocupar la vacante. Pero la revelación de sus ideales en contra de la privacidad por un escrito realizado tiempo atrás hace que se decanten por un nuevo personaje, el juez Roberto Mendoza. Sam es el encargado de realizar la investigación sobre los perfiles políticos de ambos candidatos, y recomienda abiertamente al juez hispano para el cargo, sobre todo al preguntársele por la investigación por drogas en la Casa Blanca, a lo que responde que la intimidad es inviolable.
Mientras, el congresista Peter Lilliamfield acusa al personal del ala oeste de la Casa Blanca de usar drogas. Por ello, Josh comienza a investigar y averigua que Leo, tiempo atrás, había abusado de las drogas y el alcohol, así como que había pasado algún tiempo en rehabilitación. Dicha revelación probablemente sea hecha pública en los próximos días. 

## Comentarios
- En este capítulo se tratan dos hechos fundamentales en la política americana de principios del siglo XXI, como es la inviolabilidad de la intimidad (sobre todo por internet) y el consumo de drogas.
- Este sería el primero de los dos episodios en los que saldría el juez Roberto Mendoza, interpretado por el actor hispano Edward James Olmos

## Enlaces
- Ficha en FormulaTv
- Enlace al Imdb
- Guía del Episodio (en inglés)

- Datos: Q7763978